# Elkhorn City
Elkhorn City – miasto w Stanach Zjednoczonych, w stanie Kentucky, w hrabstwie Pike.